# Wolfgang Leppmann (Germanist)
Wolfgang Arthur Robert Leppmann (* 9. Juli 1922 in Berlin; † 3. Dezember 2002 in Bergen auf Rügen) war ein deutsch-kanadischer Germanist. Bekannt wurde er vor allem als Autor kulturhistorischer Biographien.

## Leben
Wolfgang Leppmann, Sohn des promovierten Journalisten Franz Leppmann (ehemals Leiter des Propyläen-Verlags) und der als Ida Orloff bekannten Burgschauspielerin Ida Leppmann, geborene Weißbeck – der Slawist Wolfgang Leppmann  war sein Patenonkel – wuchs bis zur nationalsozialistischen Machtergreifung 1933 in Berlin auf. Seine Eltern, die ihm bald folgten, schickten ihn nach Italien, wo er das Landschulheim Florenz besuchte, an dem dann auch sein Vater unterrichtete. 1936 trennten sich Ida und Franz Leppmann. Mit dem Beginn der verschärften Verfolgung der Juden in Italien flohen Vater und Sohn, beide evangelisch getauft, 1938 nach London. Während des deutschen Westfeldzuges wurde Wolfgang Leppmann auf der Isle of Wight interniert. Dort ließ man ihm die Wahl, ob er nach Australien oder Kanada gehen wollte. Er entschied sich für Kanada, wo er auch einige Jahre interniert war. Nach seiner Entlassung wurde er Offizier im 2nd Montreal Regiment der kanadischen Armee und nahm am Zweiten Weltkrieg teil.
Nach Ende des Zweiten Weltkriegs begann Wolfgang Leppmann ein Studium der Germanistik in Montreal. Er erwarb 1948 seinen B.A. und 1949 seinen M.A. an der McGill University in Kanada.  Er ging dann in die USA nach Princeton, wo er 1952 über deutsche Novellen zum Ph.D. promoviert wurde. Er lehrte daraufhin als zunächst an der Brown University und wurde 1954 Professor an der University of Oregon in Eugene, wo er von 1974 bis 1978 Vorsitzender der Germanistischen Abteilung L. & L. der Universität war und bis zu seiner Emeritierung blieb. Er war zudem Gastprofessor der Universität Toronto und der Yale University Virginia gewesen. Danach lebte er überwiegend in Berlin und München. Wolfgang Leppmann verheiratet mit Theodosia Leppmann, geborene Olafson, und hatte drei Kinder.
Leppmanns erstes Buch Goethe und die Deutschen wurde für die Rezeptionsforschung wegweisend. Er schrieb außerdem über Pompeji (1966) und verfasste eine Biographie des Archäologen Johann Joachim Winckelmann (1971). Sein bekanntestes Werk wurde seine Biographie Rainer Maria Rilkes (1981). 1986 legte er eine Biographie Gerhart Hauptmanns vor. Als freier Mitarbeiter schrieb er Rezensionen und Artikel für die Frankfurter Allgemeine Zeitung und der Die Zeit. Er erhielt 1962 und 1979 Alexander-von-Humboldt-Stipendien, 1963 und 1972 als Guggenheim-Fellow Guggenheim-Stipendien und wurde 1986 mit dem Bundesverdienstkreuz am Bande ausgezeichnet. Der Tagesspiegel würdigte ihn als „Meister der literarischen Biographie“.

## Schriften
- Die Deutsche Novelle als Spiegel sozialer Zustände. 1952.
- The German Image of Goethe. Clarendon Press, Oxford 1961.
  - deutsch: Goethe und die Deutschen. Vom Nachruhm eines Dichters. Kohlhammer, Stuttgart 1962.
- Pompeji. Eine Stadt in Literatur und Leben. Nymphenburger Verlagshandlung, München 1966.
  - englisch: Pompeii in fact and fiction. Elek, London 1968.
- Winckelmann. Alfred A. Knopf, New York / London 1970.
  - deutsch: Winckelmann. Eine Biographie ; mit 37 Bilddokumenten. Propyläen-Verlag, Frankfurt a. M. [u. a.] 1971, ISBN 978-3-549-07444-2.
- Rilke. Sein Leben, seine Welt, sein Werk. Scherz, Bern 1981.
  - englisch: Rilke. A life. Fromm International Pub. Corp., New York 1984, ISBN 978-0-88064-015-2.
- Gerhart Hauptmann. Leben, Werk und Zeit. Scherz, Bern 1986, ISBN 978-3-502-18410-2.
- In zwei Welten zu Hause. Aus der Lebensarbeit eines amerikanischen Germanisten. Drei Ulmen Verlag, München 1989, ISBN 978-3-926087-06-5.
- Die Roaring Twenties. Amerikas wilde Jahre. List, München 1992, ISBN 978-3-471-78048-0.